# Max i Kelner
Max i Kelner – polski duet grający muzykę elektroniczną.

## Historia
Początki zespołu sięgają 1987, kiedy dwóch muzyków związanych z polską sceną punkrockową oraz reggae'ową: wokalista i gitarzysta Robert „Max” Brylewski (wówczas Armia, Brygada Kryzys i Izrael) oraz Paweł „Kelner” Rozwadowski (wówczas Deuter i ex–Izrael) zaczęło tworzyć muzykę trochę inną niż dotychczas, ukrywając się pod nazwą T-34. Przedstawili wówczas transową muzykę poprzeplataną fragmentami ówczesnych telewizyjnych programów informacyjnych, a także wypowiedziami polityków.
Począwszy od 1990 przez następne dwa lata muzycy rejestrowali swoje pomysły w studiu „Złota Skała”. Powstał wówczas nowatorski materiał zarówno muzycznie (Robert Brylewski), jak i tekstowo (Paweł Rozwadowski), który został wydany w 1992 przez wytwórnię Kamiling Co na albumie Tehno Terror. W nagraniach gościnny udział swój mieli m.in. wokalistka Vivian Quarcoo (Izrael) oraz Krzysztof „Banan” Banasik (Armia, Kult). Po wydaniu płyty roku Max i Kelner zagrali kilkadziesiąt imprez w całej Polsce, po czym zawiesili działalność. Brylewski skupił się wówczas na działalności producenckiej, a niewiele później dołączył do składu grupy Falarek Band.
W 2006 wytwórnia W Moich Oczach wznowiła album Tehno Terror uzupełniając go kilkoma bonusami w postaci utworów stworzonych przez Brylewskiego i Rozwadowskiego pod nazwą T-34.
W 2007 duet wznowił działalność.

## Muzycy
- Robert „Max” Brylewski (zmarły) – wokal, syntezator, produkcja
- Paweł „Kelner” Rozwadowski (zmarły) – wokal

## Dyskografia
- Tehno Terror (1992)